# AKSM-101
AKSM-101 – trolejbus produkowany w latach 1994-2003 przez Biełkommunmasz (Белкоммунмаш). Rozwinięcie konstrukcyjne trolejbusu AKSM-100.
Był produkowany tylko w modyfikacjach. Modyfikacje:
- AKSM-101
- AKSM-101A
- AKSM-101M
- AKSM-101PS

Ostatnią modyfikacją był model AKSM-101PS, produkowany do 2003 roku.